# Ljuta (Konjic)
Pour les articles homonymes, voir Ljuta.
Ljuta (en cyrillique : Љута) est un village de Bosnie-Herzégovine. Il est situé dans la municipalité de Konjic, dans le canton d'Herzégovine-Neretva et dans la fédération de Bosnie-et-Herzégovine. Selon les premiers résultats du recensement bosnien de 2013, il abrite une population inférieure ou égale à 10 habitants.
Depuis la guerre de Bosnie-Herzégovine, un autre village nommé Ljuta, qui était rattaché à la municipalité de Kalinovik, est situé dans la municipalité.

## Démographie

### Évolution historique de la population
| 1948 | 1953 | 1961 | 1971 | 1981 | 1991 | 2013 |
| ---- | ---- | ---- | ---- | ---- | ---- | ---- |
| -    | -    | 164  | 90   | 90   | 76   | ≤ 10 |

|  |